# Грибницзе
Грибницзе (нем. Griebnitzsee) — озеро в Германии на границе Берлина и Бранденбурга в составе водного пути федерального значения Тельтов-канал. Название происходит от славянского слова «гриб».
Озеро Грибницзе имеет перевёрнутую Г-образную форму, его длина составляет около 3 км. В западной части озера 400-метровый канал соединяет его с Глиникским озером. Тельтов-канал впадает в восточную часть Грибницзе в берлинском районе Кольхазенбрюкк, на северо-востоке озеро соединяется с Грибниц-каналом. В Грибниц-канал в зависимости от течения попадают как воды Хафеля с севера, так и воды Шпре из Тельтов-канала, причём последние преобладают. Северный берег озера — берлинский район Ванзе, южный — потсдамским район Бабельсберг. Граница между землями Бранденбург и Берлин проходит посередине озера почти по всей его длине. Небольшой участок в западной части озера, а также соединительный канал между Грибницзе и Глиникским озером, полностью принадлежат Бранденбургу. Северо-восточная часть озера с устьями Грибниц-канала и Тельтов-канала принадлежат Берлину.

Грибницзе на карте

К юго-западу от озера находится жилой посёлок Нойбабельсберг и станция Берлинской городской электрички Грибницзе. Парковый мост через озеро соединяет Нойбабельсберг с находящимся на севере потсдамским районом Клайн-Глинике, который с запада, севера и востока окружён берлинским районом Ванзе. В прилегающей к озеру зоне находятся корпуса Потсдамского университета, а также целый ряд недавно отреставрированных вилл, принадлежащих знаменитостям. Одним из наиболее известных жителей у озера Грибницзе является Фолькер Шлёндорф. Вилла Трумэна является штаб-квартирой Фонда Фридриха Наумана. Недалеко от озера проходит участок железной дороги из Берлина в Магдебург, линия Берлинской городской электрички, а также региональной железной дороги в направлении центра Потсдама, потсдамского района Гольм и Вустермарка.
После Второй мировой войны и раздела Берлина на сектора оккупации по озеру проходила государственная граница между ГДР и Западным Берлином, Грибницзе стал своеобразным участком Берлинской стены. В Бабельсберге доступ к озеру был закрыт. В 1962 году в Грибницзе при попытке бегства из Республики утонул Гюнтер Виденхёфт. После демонтажа пограничных сооружений в 1989 году вдоль берега в Бабельсберге обнаружилась специально проложенная во времена ГДР патрульная автодорога. По настоянию населения власти Потсдама попытались узаконить дорогу и перевести её в общее пользование, но столкнулись с противодействием местных владельцев земельных участков. Судебная тяжба продолжается по настоящее время.